# Fuerzas Armadas Peronistas
Pour les articles homonymes, voir FAP.
Les Fuerzas Armadas Peronistas (FAP, Forces armées péronistes) étaient une organisation guérillero argentine, créée en 1967 par des groupes de la Jeunesse péroniste, dont Envar El Kadri, et des membres du Movimiento Nacionalista Revolucionario Tacuara (MNRT). Les FAP visaient à faire tomber la dictature du général Onganía, portée au pouvoir par le coup d'État de 1966.

## Idéologie et revendications
Réclamant le retour du général Juan Perón en Argentine, en affirmant l'impossibilité d'établir un « péronisme sans Perón » , les FAP considéraient que celui-ci ne pourrait s'effectuer qu'en mettant en œuvre une « guerre révolutionnaire » , « l'organisation armée » devant précéder la constitution d'une véritable « armée du peuple » ; ils rejettent toutefois l'appellation d'« élite » . Anti-capitalistes, ils se proclamaient par ailleurs anti-impérialistes, s'opposant en particulier aux États-Unis, et proche de tous les mouvements de libération nationale. En raison de la tutelle des États-Unis sur l'Amérique latine, les FAP pensaient que seule la « continentalisation » de la lutte pourrait permettre la victoire réelle de celle-ci . En janvier 1971, ils se disaient influencés tant par la révolution cubaine que par la Révolution algérienne. Selon eux, « les trois drapeaux du péronisme - justice sociale, indépendance économique et souveraineté politique - synthétisent une politique de libération nationale » . Ils approuvaient par ailleurs l'acte de « justice révolutionnaire » ayant abouti à l'exécution, par les Montoneros, en juin 1970, du général Aramburu. En revanche, ils contestaient le bien-fondé tactique des assassinats du représentant de la bureaucratie syndicale (péronisme de droite) Augusto Vandor, en 1969, ainsi qu'en août 1970 du syndicaliste José Alonso, un péroniste de droite qui collaborait avec la dictature.

## La tentative avortée de Taco Ralo (septembre 1968)
Les FAP firent irruption sur la scène politique argentine le 17 septembre 1968 par une action armée à Taco Ralo, dans la province de Tucumán. Quatorze guérilleros (dont Envar El Kadri, Néstor Verdinelli et sa femme, Amanda Peralta, qui avait été membre de l'Acción Revolucionaria Peronista de John William Cooke, Carlos Caride et deux ex-séminaristes ) tentaient en effet d'initier dans les montagnes une sorte de foco (foyer d'insurrection). Ils en restèrent cependant à l'entraînement physique. En effet, deux jours plus tard, le 19 septembre, jour de la mort de l'intellectuel péroniste John William Cooke, la police arrêta les 14 guérilleros, qui furent soumis à la torture. Emprisonnés, ils reçurent une lettre du général Juan Perón (exilé en Espagne), datée du 12 février 1970, les assurant de son soutien: Comme vous le savez bien, le moment est à la lutte, non à la dialectique politique, parce que la dictature épuise la patrie et, dans sa violence, ne cèdera pas sans une autre violence plus grande.
Malgré l'échec de cette tentative d'implantation rurale, influencée par la révolution cubaine, les FAP déclarent en septembre 1970 à la revue Cristianismo y Revolución (es), puis en janvier 1971, que guérilla urbaine et rurale sont, en Argentine, complémentaires,.

## Les actions de 1969-1970
Le groupe ré-apparut néanmoins en 1969 et 1970 avec quelques actions de « guérilla urbaine », qui visent davantage à ridiculiser le régime qu'à tuer (seul un policier est tué en 1970 par les FAP). Selon un entretien de janvier 1971, par ces actions, les FAP espéraient susciter d'autres vocations : aussi privilégiaient-ils des actions aisément réalisables, ne nécessitant pas une organisation compliquée.
L'ex-séminariste Gerardo María Ferrari, qui avait milité au sein de la Jeunesse péroniste avant de rejoindre les FAP, fut tué par la police le 13 juin 1969, ce qui faisait de lui le premier guérillero urbain mort en Argentine. Le FAP attaqua ensuite le commissariat de Villa Piolín (Grand Buenos Aires), le 6 janvier 1970, prenant des armes et, simultanément, distribuant aux enfants du bidonville des caisses de jouets « expropriées », tandis qu'un camion doté de haut-parleurs diffusait la Marche péroniste et les revendications du groupe. Amanda Peralta et trois autres détenus de la prison Buen Pastor de San Telmo (Buenos Aires) s'évadèrent le 26 juin 1971 , tandis que Verdinelli ne fut libéré que deux ans plus tard, avec l'amnistie déclarée par Héctor Cámpora .
Plusieurs militants, dont Raúl Juan Peressini (FAP) et Juan Carlos Baffi (FAR), furent tués lors d'affrontements avec la police à Ferreyra (province de Córdoba) le 3 novembre 1971, événements connus comme les « combats de Ferreyra », « de Mataderos » ou encore « de la Fiat » . Malgré certains différends, les FAR et les FAP s'étaient en effet rapprochés depuis l'attaque du Tigre d'avril 1970. Deux autres militants des FAR, Carlos Enrique Olmedo et Agustín Villagra, moururent de leurs blessures,. L'action visait à obliger l'usine Fiat à réintégrer les 256 salariés licenciés et contraindre les militaires à quitter l'usine, en séquestrant un haut fonctionnaire de la Fiat comme monnaie d'échange . La police put ensuite arrêter ou/et tuer (Miguel Ángel Castilla) plusieurs autres militants.
Selon le journaliste Juan Gasparini, les FAP regroupaient à la fois des anciens militants du Movimiento Nacionalista Revolucionario Tacuara, en particulier ceux ayant participé à l'assaut contre le Policlínico Bancario du 29 août 1963, et des militants de la gauche péroniste. Carlos Caride avait en effet appartenu au Mouvement nationaliste tacuara, groupe catholique et nationaliste à tendance fascisante.

## Les scissions et le retour de Perón
Plusieurs scissions affectèrent le groupe, une tendance minoritaire se rapprochant du marxisme tandis que les dirigeants historiques demeuraient fidèles au général Perón. Un groupe important des FAP, dont Eduardo Moreno, Ernesto Villanueva, le prêtre Soler et Alejandro Peyrou, fut ainsi exclu en 1971, et décida de rejoindre les Montoneros.
Après l'accession à la présidence du candidat justicialiste Héctor Cámpora, en 1973, deux fondateurs des FAP, Amanda Peralta et son mari, abandonnèrent la lutte armée et fondèrent le Peronismo de Base . Menacé par la Triple A, ils cessèrent de militer en 1975, le couple s'exilant d'abord au Brésil, puis en Suède, après le coup d'État de mars 1976. Devenue professeure à l'université de Göteborg, spécialisée dans l'après-colonialisme, Peralta est morte le 2 janvier 2009 .
D'autres continuèrent toutefois, alors que les tensions internes au Parti justicialiste explosaient, la violence devenant un mode ordinaire de règlement des conflits au sein du péronisme.
Ainsi, Envar El Kadri et Carlos Caride fondèrent le FAP-17 octobre en août 1973, deux mois après le massacre d'Ezeiza, tandis que d'autres créèrent le FAP Comando Nacional. Ce dernier aurait assassiné le 22 mai 1973 le syndicaliste Dirck Kloosterman, secrétaire général du syndicat de mécaniciens SMATA-CGT, l'accusant d'être employé par la CIA. Les Montoneros leur proposèrent de fusionner, ce qui fut refusé par les FAP, voulant éviter d'être phagocyté. Toutefois, la plupart des cadres, dont Carlos Caride, finirent par s'y résigner et par rejoindre ces derniers. D'autres leaders historiques des FAP, tels Envar El Kadri, Julio Troxler et Raimundo Ongaro (ancien leader de la CGTA), gardèrent leur indépendance.
Le 27 ou 28 août 1973, les FAP revendiquaient l'assassinat de Marcelo Mansilla, secrétaire général de la section régionale de la UOCRA (es) (syndicat de bâtiment) à Mar del Plata, proche de José Ignacio Rucci et accusé non seulement d'exploiter les ouvriers et de s'enrichir au passage, mais aussi d'entretenir des liens étroits avec la Concentración Nacional Universitaria, groupe péroniste d'extrême-droite, lui-même engagé dans la lutte armée,.
Ou encore de la revendication, par les FAP, de l'interception de la voiture de John A. Swint, directeur de Ford, le 23 novembre 1973, durant lequel, selon leur communiqué, Swint fut tué, ainsi que deux militaires retraités, mercenaires d'ORPI (la compagnie de sécurité fondée par Hamilton Díaz, qui s'était chargée de l'inhumation clandestine d'Eva Perón ), et un ancien policier  — selon le Time de l'époque, qui, de source policière, attribuait l'action à l'ERP guévariste, seul Swift, son chauffeur et un mercenaire auraient été tués.

## Actions des FAP en 1970
Ces actions ont été répertoriées par la revue Cristianismo y Revolución (es) (janvier 1971).
- 6 janvier 1970 : attaque du commissariat de Villa Piolín (pas de victimes).
- 1er février 1970 : prise du poste militaire du Barrio de Suboficiales Sargento Cabral à Campo de Mayo (province de Buenos Aires), qui abrite une importante garnison militaire.
- 12 avril 1970 : prise de la Jefatura Nacional Marítima dans la ville du Tigre (Buenos Aires).
- 22 mai 1970 : vol de 602 bâtons de dynamite transportés dans un camion qui se dirigeait vers El Chocón.
- 27 juillet 1970 : occupation des bâtiments de Radio Rivadavia (es) et tentative d'émettre un communiqué.
- 29 septembre 1970 : vol à main armée de la Banque Alemán Transatlántico à El Palomar, au cours duquel 14 millions de pesos sont pris ; aucun tir n'a lieu[1].
- 30 septembre 1970 : en représailles contre l'expulsion de Villa Güemes, les FAP déposent une bombe au secrétariat au logement du Ministère du Bien-être social.
- 2 octobre 1970 : prise de Villa Güemes et vol d'uniformes et d'armes aux gardes.
- 16 octobre 1970 : vol d'un camion chargé de lait, qui est ensuite donné dans un quartier populaire.
- 27 novembre 1970 : cambriolage de trois domiciles d'agents militaires de l'ambassade des États-Unis, à Martínez.
- 2 décembre 1970 : attentat contre l'usine Chicago Bridge Argentine.
- 16 décembre 1970 : attaque contre le détachement militaire de Río Luján (Escobar). Un policier est tué.